# Paul Mulders
Paul de la Cruz Mulders, född 16 januari 1981 i Amsterdam, är en filippinsk fotbollsspelare som sedan 2014 spelar för Ceres. Han har även representerat Filippinernas landslag.

## Karriär

### Klubblag
Paul Mulders kom till HFC Haarlem 1997 från Ajax ungdomsakademi. Han gjorde sin debut för A-laget 14 oktober 2000 mot Veendam. Under sina fem år i klubben gjorde han 114 ligamatcher och 20 mål. När hans kontrakt gick ut så skrev han på för Cambuur. Under hans andra säsong så hade Cambuur ekonomiska bekymmer och därför fick han och sex andra spelare med utgående kontrakt lämna klubben.
Sommaren 2007 gick Mulders till Omniworld. Där fick han spela på sin naturliga position som offensiv mittfältare och gjorde då elva mål på 60 matcher. I februari 2009 blev det klart att han skulle lämna Omniworld efter säsongen till förmån för AGOVV Apeldoorn. Under säsongen 2009/2010 nådde Apeldoorn en playoff-plats till Eredivisie. Man förlorade dock kvalet och den efterföljande säsongen slutade laget på 15:e plats. I april 2011 skrev Mulders på för ADO Den Haag. Han gjorde sin debut i kvalet till Europa League mot Omonia.
Mulders hade en kort sejour i Global 2013 innan han återvände till Cambuur. 1 juli 2014 åkte han tillbaka till Filippinerna för spel med Ceres.

### Landslag
Efter att Paul Mulders övergång till ADO Den Haag blev klar så skapade hans kusin och vänner en "fanpage" på Facebook åt honom. Sidan uppmärksammades av Filippernas fotbollsförbund som då skickade en inbjudan om landslagsspel. Han gjorde sin debut för landslaget 29 juni 2011 när Filippinerna spelade 1-1 mot Sri Lanka. Totalt spelade Mulders 39 landskamper och gjorde två mål.